# 莱斯瓦夫·奇米凯维奇
莱斯瓦夫·奇米凯维奇（波蘭語：Lesław Ćmikiewicz，1948年8月25日—），波兰男子足球运动员。他曾代表波兰参加1972年和1976年夏季奥林匹克运动会足球比赛，获得一枚金牌和一枚银牌。